# Liste des anciennes communes de l'Aude
 (mars 2024).
La mise en forme du texte ne suit pas les recommandations de Wikipédia : il faut le « wikifier ».
Les points d'amélioration suivants sont les cas les plus fréquents. Le détail des points à revoir est peut-être précisé sur la page de discussion.
- Les titres sont pré-formatés par le logiciel. Ils ne sont ni en capitales, ni en gras.
- Le texte ne doit pas être écrit en capitales (les noms de famille non plus), ni en gras, ni en italique, ni en « petit »…
- Le gras n'est utilisé que pour surligner le titre de l'article dans l'introduction, une seule fois.
- L'italique est rarement utilisé : mots en langue étrangère, titres d'œuvres, noms de bateaux, etc.
- Les citations ne sont pas en italique mais en corps de texte normal. Elles sont entourées par des guillemets français : « et ».
- Les listes à puces sont à éviter, des paragraphes rédigés étant largement préférés. Les tableaux sont à réserver à la présentation de données structurées (résultats, etc.).
- Les appels de note de bas de page (petits chiffres en exposant, introduits par l'outil «  Source ») sont à placer entre la fin de phrase et le point final[comme ça].
- Les liens internes (vers d'autres articles de Wikipédia) sont à choisir avec parcimonie. Créez des liens vers des articles approfondissant le sujet. Les termes génériques sans rapport avec le sujet sont à éviter, ainsi que les répétitions de liens vers un même terme.
- Les liens externes sont à placer uniquement dans une section « Liens externes », à la fin de l'article. Ces liens sont à choisir avec parcimonie suivant les règles définies. Si un lien sert de source à l'article, son insertion dans le texte est à faire par les notes de bas de page.
- La présentation des références doit suivre les conventions bibliographiques. Il est recommandé d'utiliser les modèles {{Ouvrage}}, {{Chapitre}}, {{Article}}, {{Lien web}} et/ou {{Bibliographie}}. Le mode d'édition visuel peut mettre en forme automatiquement les références.
- Insérer une infobox (cadre d'informations à droite) n'est pas obligatoire pour parachever la mise en page.

Pour une aide détaillée, merci de consulter Aide:Wikification.
Si vous pensez que ces points ont été résolus, vous pouvez retirer ce bandeau et améliorer la mise en forme d'un autre article.
Cette page a pour objectif de retracer toutes les modifications communales dans le département de l'Aude : les anciennes communes qui ont existé depuis la Révolution française, ainsi que les créations, les modifications officielles de nom, ainsi que les échanges de territoires entre communes.
Dans un département en partie montagneux, et bien que l'exode rural ait été marqué, le tissu communal est resté particulièrement stable depuis plus de 200 ans.
De 438 communes en 1800 , le nombre était encore de 439 en 1970. Depuis lors, les regroupements entre communes n'ont été que ponctuels. Ni la loi Marcellin dans les années 1970, ni le statut de commune nouvelle de 2010 n'ont réussi à redonner un véritable élan dans le mouvement de ces regroupements. Aujourd'hui le département compte 433 communes (au 1er janvier 2024).

## Fusions
| Nom de la nouvelle commune             | Communes réunies                                    | Régime                                               | Date (et nature) de la décision              | Date d'effet                                 |
| -------------------------------------- | --------------------------------------------------- | ---------------------------------------------------- | -------------------------------------------- | -------------------------------------------- |
| Roquetaillade-et-Conilhac              | Roquetaillade                                       | commune nouvelle (avec communes déléguées)           | 5 décembre 2018 (Arrêté)                     | 1er janvier 2019                             |
| Roquetaillade-et-Conilhac              | Conilhac-de-la-Montagne                             | commune nouvelle (avec communes déléguées)           | 5 décembre 2018 (Arrêté)                     | 1er janvier 2019                             |
| Val-de-Dagne                           | Montlaur                                            | commune nouvelle (avec communes déléguées)           | 5 décembre 2018 (Arrêté)                     | 1er janvier 2019                             |
| Val-de-Dagne                           | Pradelles-en-Val                                    | commune nouvelle (avec communes déléguées)           | 5 décembre 2018 (Arrêté)                     | 1er janvier 2019                             |
| Val-du-Faby                            | Fa                                                  | commune nouvelle (avec communes déléguées)           | 5 décembre 2018 (Arrêté)                     | 1er janvier 2019                             |
| Val-du-Faby                            | Rouvenac                                            | commune nouvelle (avec communes déléguées)           | 5 décembre 2018 (Arrêté)                     | 1er janvier 2019                             |
| Quillan                                | Quillan                                             | commune nouvelle (avec 1 commune déléguée : Brenac)  | 21 décembre 2015 (Arrêté)                    | 1er janvier 2016                             |
| Quillan                                | Brenac                                              | commune nouvelle (avec 1 commune déléguée : Brenac)  | 21 décembre 2015 (Arrêté)                    | 1er janvier 2016                             |
| Val-de-Lambronne                       | Caudeval                                            | commune nouvelle (avec 1 commune déléguée : Gueytes) | 12 novembre 2015 (Arrêté)                    | 1er janvier 2016                             |
| Val-de-Lambronne                       | Gueytes-et-Labastide                                | commune nouvelle (avec 1 commune déléguée : Gueytes) | 12 novembre 2015 (Arrêté)                    | 1er janvier 2016                             |
| Laurabuc-et-Mireval                    | Laurabuc (commune rétablie en 1989)                 | fusion association (dissoute en 1989)                | 15 mai 1972 (Arrêté)                         | 7 juin 1972                                  |
| Laurabuc-et-Mireval                    | Mireval-Lauragais (commune rétablie en 1989)        | fusion association (dissoute en 1989)                | 15 mai 1972 (Arrêté)                         | 7 juin 1972                                  |
| Escueillens-et-Saint-Just-de-Bélengard | Escueillens                                         | fusion association                                   | 24 mars 1972 (Arrêté)                        | 8 avril 1972                                 |
| Escueillens-et-Saint-Just-de-Bélengard | Saint-Just-de-Bélengard                             | fusion association                                   | 24 mars 1972 (Arrêté)                        | 8 avril 1972                                 |
| Ladern-sur-Lauquet                     | Ladern-sur-Lauquet                                  | fusion                                               | 17 février 1965 (Arrêté)                     | 1er mars 1965                                |
| Ladern-sur-Lauquet                     | Molières-sur-l'Alberte                              | fusion                                               | 17 février 1965 (Arrêté)                     | 1er mars 1965                                |
| Limoux                                 | Limoux                                              | fusion                                               | 1er février 1965 (Arrêté)                    | 1er février 1965                             |
| Limoux                                 | Vendémies                                           | fusion                                               | 1er février 1965 (Arrêté)                    | 1er février 1965                             |
| Belvianes-et-Cavirac                   | Belvianes                                           | fusion                                               | 1833                                         | 1833                                         |
| Belvianes-et-Cavirac                   | Cavirac                                             | fusion                                               | 1833                                         | 1833                                         |
| Saint-Louis-et-Parahou                 | Parahou                                             | fusion                                               | 1807                                         | 1807                                         |
| Saint-Louis-et-Parahou                 | Saint-Louis                                         | fusion                                               | 1807                                         | 1807                                         |
| Cenne-Monestiés                        | Cenne                                               | fusion                                               | 1er février 1805 (Décret) (10 ventôse an 13) | 1er février 1805 (Décret) (10 ventôse an 13) |
| Cenne-Monestiés                        | Monestiés                                           | fusion                                               | 1er février 1805 (Décret) (10 ventôse an 13) | 1er février 1805 (Décret) (10 ventôse an 13) |
| Arzens                                 | Arzens                                              | fusion                                               | Avant 1806                                   | Avant 1806                                   |
| Arzens                                 | Corneille                                           | fusion                                               | Avant 1806                                   | Avant 1806                                   |
| Fontiers-Cabardès                      | Fontiers-Cabardès                                   | fusion                                               | Avant 1806                                   | Avant 1806                                   |
| Fontiers-Cabardès                      | Lacombe (commune rétablie en 1864)                  | fusion                                               | Avant 1806                                   | Avant 1806                                   |
| Laprade                                | Laprade                                             | fusion                                               | Avant 1806                                   | Avant 1806                                   |
| Laprade                                | Les Martys (commune rétablie en 1817)               | fusion                                               | Avant 1806                                   | Avant 1806                                   |
| Carcassonne                            | Carcassonne                                         | fusion                                               | 1795-1800                                    | 1795-1800                                    |
| Carcassonne                            | Carcassonne-Cité                                    | fusion                                               | 1795-1800                                    | 1795-1800                                    |
| Airoux                                 | Airoux                                              | fusion                                               | 1790-1794                                    | 1790-1794                                    |
| Airoux                                 | La Ginelle                                          | fusion                                               | 1790-1794                                    | 1790-1794                                    |
| Alairac                                | Alairac                                             | fusion                                               | 1790-1794                                    | 1790-1794                                    |
| Alairac                                | Villesèquebasse                                     | fusion                                               | 1790-1794                                    | 1790-1794                                    |
| Alet                                   | Alet                                                | fusion                                               | 1790-1794                                    | 1790-1794                                    |
| Alet                                   | Saint-Salveyre                                      | fusion                                               | 1790-1794                                    | 1790-1794                                    |
| Alet                                   | Véraza (commune rétablie en 1878)                   | fusion                                               | 1790-1794                                    | 1790-1794                                    |
| Antugnac                               | Antugnac                                            | fusion                                               | 1790-1794                                    | 1790-1794                                    |
| Antugnac                               | Croux                                               | fusion                                               | 1790-1794                                    | 1790-1794                                    |
| Belcastel-et-Buc                       | Belcastel                                           | fusion                                               | 1790-1794                                    | 1790-1794                                    |
| Belcastel-et-Buc                       | Buc                                                 | fusion                                               | 1790-1794                                    | 1790-1794                                    |
| Belflou                                | Belflou                                             | fusion                                               | 1790-1794                                    | 1790-1794                                    |
| Belflou                                | La Barthe                                           | fusion                                               | 1790-1794                                    | 1790-1794                                    |
| Belflou                                | Caillavet                                           | fusion                                               | 1790-1794                                    | 1790-1794                                    |
| Bouriège                               | Bouriège                                            | fusion                                               | 1790-1794                                    | 1790-1794                                    |
| Bouriège                               | La Plane                                            | fusion                                               | 1790-1794                                    | 1790-1794                                    |
| Bouriège                               | Saint-Sernin                                        | fusion                                               | 1790-1794                                    | 1790-1794                                    |
| Bouriège                               | Le Villa                                            | fusion                                               | 1790-1794                                    | 1790-1794                                    |
| Bourigeole                             | Bourigeole                                          | fusion                                               | 1790-1794                                    | 1790-1794                                    |
| Bourigeole                             | Tournebouix                                         | fusion                                               | 1790-1794                                    | 1790-1794                                    |
| Boutenac                               | Boutenac                                            | fusion                                               | 1790-1794                                    | 1790-1794                                    |
| Boutenac                               | Gasparets                                           | fusion                                               | 1790-1794                                    | 1790-1794                                    |
| Brousses-et-Villaret                   | Brousses                                            | fusion                                               | 1790-1794                                    | 1790-1794                                    |
| Brousses-et-Villaret                   | Villaret                                            | fusion                                               | 1790-1794                                    | 1790-1794                                    |
| Cailla                                 | Cailla                                              | fusion                                               | 1790-1794                                    | 1790-1794                                    |
| Cailla                                 | Laprade (canton de Marsa, puis d'Axat)              | fusion                                               | 1790-1794                                    | 1790-1794                                    |
| Cascastel-Villeneuve                   | Cascastel                                           | fusion                                               | 1790-1794                                    | 1790-1794                                    |
| Cascastel-Villeneuve                   | Villeneuve-les-Corbières (commune rétablie en 1892) | fusion                                               | 1790-1794                                    | 1790-1794                                    |
| Caux-et-Sauzens                        | Caux                                                | fusion                                               | 1790-1794                                    | 1790-1794                                    |
| Caux-et-Sauzens                        | Sauzens                                             | fusion                                               | 1790-1794                                    | 1790-1794                                    |
| Corbières                              | Corbières                                           | fusion                                               | 1790-1794                                    | 1790-1794                                    |
| Corbières                              | Balayé                                              | fusion                                               | 1790-1794                                    | 1790-1794                                    |
| Couffoulens                            | Couffoulens                                         | fusion                                               | 1790-1794                                    | 1790-1794                                    |
| Couffoulens                            | Cornèze                                             | fusion                                               | 1790-1794                                    | 1790-1794                                    |
| Cournanel                              | Cournanel                                           | fusion                                               | 1790-1794                                    | 1790-1794                                    |
| Cournanel                              | Brasse                                              | fusion                                               | 1790-1794                                    | 1790-1794                                    |
| Courtauly                              | Courtauly                                           | fusion                                               | 1790-1794                                    | 1790-1794                                    |
| Courtauly                              | Les Roux                                            | fusion                                               | 1790-1794                                    | 1790-1794                                    |
| La Courtète                            | La Courtète                                         | fusion                                               | 1790-1794                                    | 1790-1794                                    |
| La Courtète                            | Le Mazet                                            | fusion                                               | 1790-1794                                    | 1790-1794                                    |
| Cumiès                                 | Cumiès                                              | fusion                                               | 1790-1794                                    | 1790-1794                                    |
| Cumiès                                 | Milhas                                              | fusion                                               | 1790-1794                                    | 1790-1794                                    |
| Cuxac-Cabardès                         | Cuxac-Cabardès                                      | fusion                                               | 1790-1794                                    | 1790-1794                                    |
| Cuxac-Cabardès                         | Goutarende                                          | fusion                                               | 1790-1794                                    | 1790-1794                                    |
| Donazac                                | Donazac                                             | fusion                                               | 1790-1794                                    | 1790-1794                                    |
| Donazac                                | Pechsalamou                                         | fusion                                               | 1790-1794                                    | 1790-1794                                    |
| Embres-et-Castelmaure                  | Embres                                              | fusion                                               | 1790-1794                                    | 1790-1794                                    |
| Embres-et-Castelmaure                  | Castelmaure                                         | fusion                                               | 1790-1794                                    | 1790-1794                                    |
| Fa                                     | Fa                                                  | fusion                                               | 1790-1794                                    | 1790-1794                                    |
| Fa                                     | Sauzils                                             | fusion                                               | 1790-1794                                    | 1790-1794                                    |
| Festes-et-Saint-André                  | Festes                                              | fusion                                               | 1790-1794                                    | 1790-1794                                    |
| Festes-et-Saint-André                  | Saint-André                                         | fusion                                               | 1790-1794                                    | 1790-1794                                    |
| Fourtou                                | Fourtou                                             | fusion                                               | 1790-1794                                    | 1790-1794                                    |
| Fourtou                                | Lasègues                                            | fusion                                               | 1790-1794                                    | 1790-1794                                    |
| Gaja-et-Villedieu                      | Gaja-et-Villedieu                                   | fusion                                               | 1790-1794                                    | 1790-1794                                    |
| Gaja-et-Villedieu                      | Villemartin                                         | fusion                                               | 1790-1794                                    | 1790-1794                                    |
| Generville                             | Generville                                          | fusion                                               | 1790-1794                                    | 1790-1794                                    |
| Generville                             | Vibram                                              | fusion                                               | 1790-1794                                    | 1790-1794                                    |
| Gueytes-et-Labastide                   | Gueytes                                             | fusion                                               | 1790-1794                                    | 1790-1794                                    |
| Gueytes-et-Labastide                   | Labastide                                           | fusion                                               | 1790-1794                                    | 1790-1794                                    |
| Labastide-d'Anjou                      | Labastide-d'Anjou                                   | fusion                                               | 1790-1794                                    | 1790-1794                                    |
| Labastide-d'Anjou                      | Laval-des-Cugnats                                   | fusion                                               | 1790-1794                                    | 1790-1794                                    |
| Lafage                                 | Lafage                                              | fusion                                               | 1790-1794                                    | 1790-1794                                    |
| Lafage                                 | Cazazils                                            | fusion                                               | 1790-1794                                    | 1790-1794                                    |
| Laprade                                | Laprade                                             | fusion                                               | 1790-1794                                    | 1790-1794                                    |
| Laprade                                | Les Monties                                         | fusion                                               | 1790-1794                                    | 1790-1794                                    |
| Lasserre                               | Lasserre                                            | fusion                                               | 1790-1794                                    | 1790-1794                                    |
| Lasserre                               | Tonnens                                             | fusion                                               | 1790-1794                                    | 1790-1794                                    |
| Limousis                               | Limousis                                            | fusion                                               | 1790-1794                                    | 1790-1794                                    |
| Limousis                               | Marmorières                                         | fusion                                               | 1790-1794                                    | 1790-1794                                    |
| La Louvière                            | La Louvière                                         | fusion                                               | 1790-1794                                    | 1790-1794                                    |
| La Louvière                            | Bouttes                                             | fusion                                               | 1790-1794                                    | 1790-1794                                    |
| Mas-Saintes-Puelles                    | Le Mas                                              | fusion                                               | 1790-1794                                    | 1790-1794                                    |
| Mas-Saintes-Puelles                    | Saintes-Puelles                                     | fusion                                               | 1790-1794                                    | 1790-1794                                    |
| Mayreville                             | Mayreville                                          | fusion                                               | 1790-1794                                    | 1790-1794                                    |
| Mayreville                             | Bontes                                              | fusion                                               | 1790-1794                                    | 1790-1794                                    |
| Mérial                                 | Mérial                                              | fusion                                               | 1790-1794                                    | 1790-1794                                    |
| Mérial                                 | Gebets                                              | fusion                                               | 1790-1794                                    | 1790-1794                                    |
| Moussan                                | Moussan                                             | fusion                                               | 1790-1794                                    | 1790-1794                                    |
| Moussan                                | Vedilhan                                            | fusion                                               | 1790-1794                                    | 1790-1794                                    |
| Moussoulens                            | Moussoulens                                         | fusion                                               | 1790-1794                                    | 1790-1794                                    |
| Moussoulens                            | Caunettes-les-Moussoulens                           | fusion                                               | 1790-1794                                    | 1790-1794                                    |
| Orsans                                 | Orsans                                              | fusion                                               | 1790-1794                                    | 1790-1794                                    |
| Orsans                                 | Le Carla                                            | fusion                                               | 1790-1794                                    | 1790-1794                                    |
| Pech-Luna                              | Pech-Luna                                           | fusion                                               | 1790-1794                                    | 1790-1794                                    |
| Pech-Luna                              | Fajac-la-Selve                                      | fusion                                               | 1790-1794                                    | 1790-1794                                    |
| Pécharic-et-le-Py                      | Pécharic                                            | fusion                                               | 1790-1794                                    | 1790-1794                                    |
| Pécharic-et-le-Py                      | Le Py                                               | fusion                                               | 1790-1794                                    | 1790-1794                                    |
| Pennautier                             | Pennautier                                          | fusion                                               | 1790-1794                                    | 1790-1794                                    |
| Pennautier                             | Labastide-Rougepeyre                                | fusion                                               | 1790-1794                                    | 1790-1794                                    |
| Peyrens                                | Peyrens                                             | fusion                                               | 1790-1794                                    | 1790-1794                                    |
| Peyrens                                | Villenouvette                                       | fusion                                               | 1790-1794                                    | 1790-1794                                    |
| Pieusse                                | Pieusse                                             | fusion                                               | 1790-1794                                    | 1790-1794                                    |
| Pieusse                                | Saint-André-de-Villeromieu                          | fusion                                               | 1790-1794                                    | 1790-1794                                    |
| Puivert                                | Puivert                                             | fusion                                               | 1790-1794                                    | 1790-1794                                    |
| Puivert                                | Lescale                                             | fusion                                               | 1790-1794                                    | 1790-1794                                    |
| Quillan                                | Quillan                                             | fusion                                               | 1790-1794                                    | 1790-1794                                    |
| Quillan                                | Laval                                               | fusion                                               | 1790-1794                                    | 1790-1794                                    |
| Ricaud                                 | Ricaud                                              | fusion                                               | 1790-1794                                    | 1790-1794                                    |
| Ricaud                                 | Pechbusque                                          | fusion                                               | 1790-1794                                    | 1790-1794                                    |
| Roquefère                              | Roquefère                                           | fusion                                               | 1790-1794                                    | 1790-1794                                    |
| Roquefère                              | Cubière                                             | fusion                                               | 1790-1794                                    | 1790-1794                                    |
| Saint-Benoît                           | Saint-Benoît                                        | fusion                                               | 1790-1794                                    | 1790-1794                                    |
| Saint-Benoît                           | Fontrouge                                           | fusion                                               | 1790-1794                                    | 1790-1794                                    |
| Sallèles-d'Aude                        | Sallèles-d'Aude                                     | fusion                                               | 1790-1794                                    | 1790-1794                                    |
| Sallèles-d'Aude                        | Truilhas                                            | fusion                                               | 1790-1794                                    | 1790-1794                                    |
| Sigean                                 | Sigean                                              | fusion                                               | 1790-1794                                    | 1790-1794                                    |
| Sigean                                 | Le Lac                                              | fusion                                               | 1790-1794                                    | 1790-1794                                    |
| Sonnac                                 | Sonnac                                              | fusion                                               | 1790-1794                                    | 1790-1794                                    |
| Sonnac                                 | Roubichoux                                          | fusion                                               | 1790-1794                                    | 1790-1794                                    |
| Tréville                               | Tréville                                            | fusion                                               | 1790-1794                                    | 1790-1794                                    |
| Tréville                               | Lagraulet                                           | fusion                                               | 1790-1794                                    | 1790-1794                                    |
| Vendémies                              | Vendémies                                           | fusion                                               | 1790-1794                                    | 1790-1794                                    |
| Vendémies                              | Arse                                                | fusion                                               | 1790-1794                                    | 1790-1794                                    |
| Vendémies                              | Lapeyre                                             | fusion                                               | 1790-1794                                    | 1790-1794                                    |
| Villardonnel                           | Villardonnel                                        | fusion                                               | 1790-1794                                    | 1790-1794                                    |
| Villardonnel                           | Canecaude                                           | fusion                                               | 1790-1794                                    | 1790-1794                                    |
| Villasavary                            | Villasavary                                         | fusion                                               | 1790-1794                                    | 1790-1794                                    |
| Villasavary                            | Besplas                                             | fusion                                               | 1790-1794                                    | 1790-1794                                    |
| Villepinte                             | Villepinte                                          | fusion                                               | 1790-1794                                    | 1790-1794                                    |
| Villepinte                             | Puy-Saint-Pierre                                    | fusion                                               | 1790-1794                                    | 1790-1794                                    |
| Villespy                               | Villespy                                            | fusion                                               | 1790-1794                                    | 1790-1794                                    |
| Villespy                               | Villesplas                                          | fusion                                               | 1790-1794                                    | 1790-1794                                    |
| Voisins (Pezens)                       | Voisins                                             | fusion                                               | 1790-1794                                    | 1790-1794                                    |
| Voisins (Pezens)                       | Alzau                                               | fusion                                               | 1790-1794                                    | 1790-1794                                    |

## Création et rétablissement
| Nom de la commune créée  | Commune affectée     | Mode de création                             | Date (et nature) de la décision | Date d'effet             |
| ------------------------ | -------------------- | -------------------------------------------- | ------------------------------- | ------------------------ |
| Laurabuc                 | Laurabuc-et-Mireval  | Démembrement et suppression (rétablissement) | 26 septembre 1988 (Arrêté)      | 1er janvier 1989         |
| Mireval-Lauragais        | Laurabuc-et-Mireval  | Démembrement et suppression (rétablissement) | 26 septembre 1988 (Arrêté)      | 1er janvier 1989         |
| Caves                    | Treilles             | Démembrement                                 | 8 avril 1935 (Loi)              | 8 avril 1935 (Loi)       |
| Les Brunels              | Labécède-Lauragais   | Démembrement                                 | 12 février 1910 (Loi)           | 12 février 1910 (Loi)    |
| Cascastel                | Cascastel-Villeneuve | Démembrement et suppression (rétablissement) | 5 décembre 1892 (Loi)           | 5 décembre 1892 (Loi)    |
| Villeneuve-les-Corbières | Cascastel-Villeneuve | Démembrement et suppression (rétablissement) | 5 décembre 1892 (Loi)           | 5 décembre 1892 (Loi)    |
| Villedaigne              | Raissac-d'Aude       | Démembrement                                 | 5 décembre 1892 (Loi)           | 5 décembre 1892 (Loi)    |
| Véraza                   | Alet                 | Démembrement (rétablissement)                | 11 juin 1878 (Décret)           | 11 juin 1878 (Décret)    |
| Salvezines               | Puilaurens           | Démembrement                                 | 1868                            | 1868                     |
| Lacombe                  | Fontiers-Cabardès    | Démembrement (rétablissement)                | 18 mai 1864 (Loi)               | 18 mai 1864 (Loi)        |
| Port-de-la-Nouvelle      | Sigean               | Démembrement                                 | 21 juillet 1844 (Loi)           | 21 juillet 1844 (Loi)    |
| Les Martys               | Laprade              | Démembrement (rétablissement)                | 7 mars 1817 (Ordonnance)        | 7 mars 1817 (Ordonnance) |

## Modifications de nom officiel
| Ancien nom               | Nouveau nom               | Date (et nature) de la décision |
| ------------------------ | ------------------------- | ------------------------------- |
| Lapalme                  | La Palme                  | 6 novembre 1995 (Décret)        |
| Laredorte                | La Redorte                | 26 mars 1993 (Décret)           |
| Duilhac                  | Duilhac-sous-Peyrepertuse | 23 avril 1976 (Décret)          |
| Portel                   | Portel-des-Corbières      | 26 décembre 1974 (Décret)       |
| Saint-Marcel             | Saint-Marcel-sur-Aude     | 10 mai 1971 (Décret)            |
| Malves                   | Malves-en-Minervois       | 25 novembre 1970 (Décret)       |
| Montredon                | Montredon-des-Corbières   | 25 novembre 1970 (Décret)       |
| Thézan                   | Thézan-des-Corbières      | 25 novembre 1970 (Décret)       |
| Ventenac-d'Aude          | Ventenac-en-Minervois     | 30 avril 1966 (Décret)          |
| Arquettes                | Arquettes-en-Val          | 10 mai 1962 (Décret)            |
| Conques                  | Conques-sur-Orbiel        | 10 mai 1962 (Décret)            |
| Félines                  | Félines-Termenès          | 10 mai 1962 (Décret)            |
| Villerouge               | Villerouge-Termenès       | 10 mai 1962 (Décret)            |
| Alet                     | Alet-les-Bains            | 19 juin 1961 (Décret)           |
| Verdun                   | Verdun-en-Lauragais       | 7 août 1958 (Décret)            |
| La Louvière              | La Louvière-Lauragais     | 8 janvier 1958 (Décret)         |
| La Nouvelle              | Port-la-Nouvelle          | 16 octobre 1953 (Décret)        |
| Cascastel                | Cascastel-des-Corbières   | 17 mai 1951 (Décret)            |
| Fournes                  | Fournes-Cabardès          | 16 octobre 1948 (Décret)        |
| Conilhac-du-Plat-Pays    | Conilhac-Corbières        | 15 novembre 1938 (Décret)       |
| Belfort                  | Belfort-sur-Rebenty       | 28 décembre 1936 (Décret)       |
| Bellegarde               | Bellegarde-du-Razès       | 28 décembre 1936 (Décret)       |
| Clermont                 | Clermont-sur-Lauquet      | 28 décembre 1936 (Décret)       |
| Fontanès                 | Fontanès-de-Sault         | 28 décembre 1936 (Décret)       |
| Molières                 | Molières-sur-l'Alberte    | 28 décembre 1936 (Décret)       |
| Montbrun                 | Montbrun-des-Corbières    | 28 décembre 1936 (Décret)       |
| Montfort                 | Montfort-sur-Boulzane     | 28 décembre 1936 (Décret)       |
| Niort                    | Niort-de-Sault            | 28 décembre 1936 (Décret)       |
| Sonnac                   | Sonnac-sur-l'Hers         | 28 décembre 1936 (Décret)       |
| Argens                   | Argens-Minervois          | 28 mars 1936 (Décret)           |
| Bize                     | Bize-Minervois            | 28 mars 1936 (Décret)           |
| Pouzols                  | Pouzols-Minervois         | 28 mars 1936 (Décret)           |
| Durban                   | Durban-Corbières          | 28 septembre 1935 (Décret)      |
| Belvèze                  | Belvèze-du-Razès          | 11 avril 1933 (Décret)          |
| Camplong                 | Camplong-d'Aude           | 11 avril 1933 (Décret)          |
| Camps                    | Camps-sur-l'Agly          | 11 avril 1933 (Décret)          |
| Cubières                 | Cubières-sur-Cinoble      | 11 avril 1933 (Décret)          |
| Fenouillet               | Fenouillet-du-Razès       | 11 avril 1933 (Décret)          |
| Lasserre                 | Lasserre-de-Prouille      | 11 avril 1933 (Décret)          |
| Laure                    | Laure-Minervois           | 11 avril 1933 (Décret)          |
| Mazerolles               | Mazerolles-du-Razès       | 11 avril 1933 (Décret)          |
| Payra                    | Payra-sur-l'Hers          | 11 avril 1933 (Décret)          |
| La Tourette              | La Tourette-Cabardès      | 11 avril 1933 (Décret)          |
| Villelongue              | Villelongue-d'Aude        | 11 avril 1933 (Décret)          |
| Lézignan                 | Lézignan-Corbières        | 20 novembre 1927 (Décret)       |
| Ferrals                  | Ferrals-les-Corbières     | 8 mars 1926 (Décret)            |
| Roquecourbe              | Roquecourbe-Minervois     | 22 novembre 1925 (Décret)       |
| Caunes                   | Caunes-Minervois          | 22 novembre 1923 (Décret)       |
| Ladern                   | Ladern-sur-Lauquet        | 5 janvier 1921 (Décret)         |
| Saint-Nazaire            | Saint-Nazaire-d'Aude      | 5 janvier 1921 (Décret)         |
| Villeneuve-les-Chanoines | Villeneuve-Minervois      | 23 octobre 1894 (Décret)        |
| Port-de-la-Nouvelle      | La Nouvelle               | 1861                            |
| Mérinville               | Rieux-Minervois           | 31 mars 1838 (Ordonnance)       |
| Voisins                  | Pezens                    | 1831                            |
| Pérignan                 | Fleury                    | 1814                            |

## Modifications de limites départementales
Le plus souvent, les modifications des limites communales décidées par arrêtés préfectoraux ne sont pas répertoriées dans le Journal officiel ni dans le Bulletin officiel.
| La commune de ...                       | ... cède du territoire à la commune de ... | précisions                                                                       | Date (et nature) de la décision                                                              |
| --------------------------------------- | ------------------------------------------ | -------------------------------------------------------------------------------- | -------------------------------------------------------------------------------------------- |
| Gaja-et-Villedieu Pauligne              | Pauligne Gaja-et-Villedieu                 |                                                                                  | 17 juin 1969 (Arrêté)                                                                        |
| Leuc                                    | Verzeille                                  | Hameaux de Pommayrac et Sainte-Marie 11 habitants superficie de 45 ha 55 a 64 ca | 19 octobre 1964 (Décret)                                                                     |
| Argeliers Ouveillan                     | Ouveillan Argeliers                        |                                                                                  | 18 mars 1963 (Arrêté)                                                                        |
| La Courtête                             | Hounoux                                    | Hameau de Beziat et ferme de Piquet                                              | 1er février 1949 (Arrêté)                                                                    |
| Fa                                      | Campagne-sur-Aude                          | Hameau de Brezilhou                                                              | 1er février 1949 (Arrêté)                                                                    |
| Gaja-et-Villedieu                       | Malras                                     |                                                                                  | 9 juillet 1925 (Décret)                                                                      |
| Mas-Saintes-Puelles                     | Labastide-d'Anjou                          | Métairies de Jalade, Caune et Sigala                                             | 26 février 1859 (Décret)                                                                     |
| Narbonne                                | Cuxac                                      | Enclave de Prat-de-Raïs                                                          | 3 juillet 1846 (Loi)                                                                         |
| Narbonne                                | Coursan                                    | Enclave de Prat-de-Raïs                                                          | 3 juillet 1846 (Loi)                                                                         |
| La Pomarède Saint-Félix (Haute-Garonne) | Saint-Félix (Haute-Garonne) La Pomarède    |                                                                                  | 27 juin 1833 (Loi)                                                                           |
| Castan Labastide-Saint-Amans (Tarn)     | Labastide-Saint-Amans (Tarn) Castan        |                                                                                  | 16 octobre 1803 (Arrêté) (23 vendémiaire an 12) 7 décembre 1805 (Décret) (16 frimaire an 14) |

## Communes associées
Liste des communes ayant, ou ayant eu (en italique), à la suite d'une fusion, le statut de commune associée.
| Nom de la commune       | Code INSEE | Fusion-association                 | Fusion-association | Fusion-association | Fusion-association                       | Défusion                                | Défusion         | Défusion                                       |
| Nom de la commune       | Code INSEE | date de la décision                | date d'effet       | commune absorbante | nom de la commune résultant de la fusion | date de la décision                     | date d'effet     | commentaire                                    |
| ----------------------- | ---------- | ---------------------------------- | ------------------ | ------------------ | ---------------------------------------- | --------------------------------------- | ---------------- | ---------------------------------------------- |
| Saint-Just-de-Bélengard | 11349      | arrêté préfectoral du 24 mars 1972 | 8 avril 1972       | Escueillens        | Escueillens-et-Saint-Just-de-Bélengard   |                                         |                  |                                                |
| Mireval-Lauragais       | 11234      | arrêté préfectoral du 15 mai 1972  | 7 juin 1972        | Laurabuc           | Laurabuc-et-Mireval                      | arrêté préfectoral du 26 septembre 1988 | 1er janvier 1989 | Laurabuc-et-Mireval reprend le nom de Laurabuc |